# Zespół pedunkularny Lhermitte’a
Zespół pedunkularny Lhermitte’a (omamy pedunkularne, halucynoza pedunkularna, halucynacje szypułkowe, ang. [Lhermitte's] peduncular hallucinosis) –  rzadki zespół neuropsychiatryczny. Zespół ten spowodowany jest organicznym uszkodzeniem mostu i konarów móżdżku. Objawia się niezwykłymi parahalucynacjami, w których pacjent ma wrażenie, że widzi grupy pomniejszonych osób („liliputów”), małe zwierzątka, bawiące się dzieci. W większości przypadków zachowane jest rozeznanie pacjentów co do nierealności treści halucynacji. Halucynacje często odbierane są przez pacjentów jako kłopotliwe, uciążliwe, niekiedy jako interesujące lub zabawne.

## Objawy i przebieg
Charakterystyczne cechy zespołu to (według Kölmela):
- zwykle występują halucynacje wzrokowe, ale mogą też dotyczyć innych zmysłów
- zwykle obejmują całe pole widzenia
- omamy są żywe i pełne ruchu, ale zwykle ubogie w kolory
- zróżnicowana tematyka halucynacji
- występują przez wiele dni lub nawet tygodni
- nie wiadomo, czy ruchy gałek ocznych wywołują te objawy
- większość epizodów trwa kilka sekund i występuje o zmroku lub w ciemności.

## Historia
Jako pierwszy opisał go w 1922 roku Jean Lhermitte. W 1923 roku serię przypadków przedstawił Gilbert Horrax, który dokonał również przeglądu piśmiennictwa, cytując m.in. prace Westphala i Hughlingsa Jacksona.  Kolejne przypadki opisał w 1927 roku Ludo van Bogaert.